# Boniface Chanda
Boniface Chanda – zambijski piłkarz grający na pozycji napastnika. W swojej karierze rozegrał 2 mecze w reprezentacji Zambii.

## Kariera klubowa
W swojej karierze piłkarskiej Chanda grał w klubie Vitafoam United FC.

## Kariera reprezentacyjna
W reprezentacji Zambii Chanda zadebiutował 11 marca 1986 roku w zremisowanym 0:0 grupowym meczu Pucharu Narodów Afryki 1986 z Algierią, rozegranym w Aleksandrii. Na tym turnieju rozegrał jeszcze jeden mecz grupowy, z Marokiem (0:1). Mecze w Pucharze Narodów Afryki były jego jedynymi rozegranymi w kadrze narodowej.